# Tim Broe
Tim Broe (Peoria,  20 juni 1977) is een Amerikaanse voormalige langeafstandsloper. Hij bereikte de finale van 5000 meter op de Olympische Zomerspelen 2004 en eindigde als elfde. Tim liep voor de Universiteit van Alabama waar zijn 3.000 m steeplechase-record nog steeds staat.   

## Persoonlijke records
Outdoor
| Afstand        | Prestatie | Datum           | Plaats     |
| -------------- | --------- | --------------- | ---------- |
| 1500 m         | 3.38,43   | 7 augustus 2004 | Brasschaat |
| 1 mijl         | 3.59,38   | 6 februari 1999 | South Bend |
| 3000 m         | 7.39,45   | 4 juli 2001     | Lausanne   |
| 5000 m         | 13.11,77  | 29 juli 2005    | Oslo       |
| 3000 m steeple | 8.14,82   | 29 juni 2012    | Rome       |

Indoor
| Afstand | Prestatie | Datum           | Plaats   |
| ------- | --------- | --------------- | -------- |
| 1 mijl  | 3.58,81   | 1 maart 2002    | New York |
| 3000 m  | 7.39,23   | 27 januari 2002 | Boston   |